# Diploknema sebifera
Diploknema sebifera là một loài thực vật có hoa trong họ Hồng xiêm. Loài này được Pierre mô tả khoa học đầu tiên năm 1884.